# Dãy núi Dong Phaya Yen
Dong Phaya Yen hoặc Dong Phya Yen (tiếng Thái: ทิวเขาดงพญาเย็น, phát âm [dōŋ pʰājāː jēn], có nghĩa "Rừng của Chúa Băng") là một dãy núi nằm tại các tỉnh Phetchabun, Chaiyaphum, Lopburi, Saraburi, và Nakhon Ratchasima, miền Trung Thái Lan.
Đây là dãy núi nhỏ và thấp hơn của dãy núi chạy chiều bắc-nam với những con đường và tuyến đường sắt nối Isan với Bangkok được xây dựng trên dãy núi này. Trước khi tuyến đường sắt đầu tiên được xây dựng vào đầu thế kỷ 20, việc giao thông liên lạc giữa hai khu vực này là cực kỳ khó khăn. Cuộc khảo sát tuyến đường sắt Đông Bắc của Đường sắt Quốc gia Thái Lan bắt đầu vào năm 1887.

## Địa lý
Dãy núi Dong Phaya Yen bao gồm chủ yếu là các ngọn đồi có chiều cao trung bình nằm rải rác kéo dài về phía nam của dãy núi Phetchabun trong một cánh cung cho đến phía bắc của dãy núi Sankamphaeng. Dong Phaya Yen có chiều dài khoảng 170 km và đạt độ cao tối đa 1.167 mét tại Phu Khing nằm ở cuối phía bắc của dãy. Đỉnh khác là Khao Phang Yai (900 mét), Khao Kheuan Lan (767 mét), Khao Cham Dot (782 mét), Khao Chalong Tong (718 mét), Khao Chan Luang (745 mét), Khao Lom (722 mét), Khao Sawong (722 mét), Khao Wong Chan Daeng (721 mét), Khao Phrik (689 mét), Khao Somphot (695 mét), Khao Kradon (657 mét)...
Giới hạn phía bắc với dãy Phetchabun không được xác định rõ ràng, bắt đầu từ phía nam vĩ tuyến 16, nơi các dãy núi hình thành hệ thống Phetchabun trở thành một nhóm các ngọn núi rải rác có chiều cao thấp hơn, hiếm khi vượt qua 800 mét và kéo dài về phía nam. Chuỗi núi phía đông của dãy Phetchabun được gọi là "Dãy núi Phang Hoei" trong một số công trình về địa lý, một cái tên bao gồm toàn bộ phần phía bắc của hệ thống núi Dong Phaya Yen, vì đỉnh Khao Phang Hoei cao 1.008 mét nằm ở phía tây của thị trấn Chaiyaphum vượt ra khỏi đầu phía nam của dãy Phetchabun ở nửa phía bắc của Dong Phaya Yen.
Dãy núi Dong Phaya Yen chia tách thung lũng sông Chao Phraya ở trung Thái Lan và cao nguyên Khorat ở phía đông bắc. Về phía đông là một số nhánh của sông Chi và Mun và về phía tây là các nhánh của sông Pa Sak.